# Crescentaleyrodes paulianae
Crescentaleyrodes paulianae es un hemíptero de la familia Aleyrodidae, con una subfamilia: Aleyrodinae.
fue descrita científicamente por primera vez por Cohic en 1969.